# Homoneura strigipennis
Homoneura strigipennis är en tvåvingeart som först beskrevs av Meijere 1913.  Homoneura strigipennis ingår i släktet Homoneura och familjen lövflugor. Inga underarter finns listade i Catalogue of Life.